# El Salvador ai Giochi della XXIX Olimpiade
El Salvador ha partecipato ai Giochi della XXIX Olimpiade di Pechino, svoltisi dall'8 al 24 agosto 2008, con una delegazione di 11 atleti.

## Atletica leggera
| Gara                   | Atleta             | Tempo        | Posizione    |
| ---------------------- | ------------------ | ------------ | ------------ |
| Marcia 50 km maschile  | Salvador Mira      | squalificato | squalificato |
| Marcia 20 km femminile | Verónica Colindres | 1h 36'52"    | 38           |

## Canottaggio
| Gara              | Atleta                   | Batterie | Batterie | Quarti/ Ripescaggi | Quarti/ Ripescaggi | Semifinali | Semifinali         | Finale  | Finale       |
| Gara              | Atleta                   | Tempo    | Pos.     | Tempo              | Pos.               | Tempo      | Pos.               | Tempo   | Pos.         |
| ----------------- | ------------------------ | -------- | -------- | ------------------ | ------------------ | ---------- | ------------------ | ------- | ------------ |
| Singolo femminile | Ana Camila Vargas Palomo | 8'32"06  | 3        | 8'11"79            | 5                  | 8'22"35    | 4 (semifinale C/D) | 8'02"91 | 4 (finale D) |

## Ciclismo

### Su pista
| Gara                               | Atleta        | Qualificazione | Qualificazione | Secondo turno | Secondo turno | Finale | Finale     |
| Gara                               | Atleta        | Tempo          | Pos.           | Tempo         | Pos.          | Tempo  | Avversario |
| ---------------------------------- | ------------- | -------------- | -------------- | ------------- | ------------- | ------ | ---------- |
| Inseguimento individuale femminile | Evelyn García | 1'56"849       | 13             |               |               |        |            |

| Gara                    | Atleta        | Punti | Pos. |
| ----------------------- | ------------- | ----- | ---- |
| Corsa a punti femminile | Evelyn García | 0     | 16   |

### Su strada e Cross country
| Gara                    | Atleta                   | Tempo        | Posizione    |
| ----------------------- | ------------------------ | ------------ | ------------ |
| Corsa in linea maschile | Mario Wilfredo Contreras | non concluso | non concluso |

## Judo
| Gara  | Atleta               | Tabellone principale                   | Tabellone principale | Tabellone principale | Tabellone principale | Tabellone principale | Ripescaggi | Ripescaggi | Ripescaggi | Ripescaggi |
| Gara  | Atleta               | Sedicesimi                             | Ottavi               | Quarti               | Semifinali           | Finale               | 1º turno   | Quarti     | Semifinali | Finale     |
| ----- | -------------------- | -------------------------------------- | -------------------- | -------------------- | -------------------- | -------------------- | ---------- | ---------- | ---------- | ---------- |
| 81 kg | Franklin A. Cisneros | Travis Stevens (Stati Uniti) 0000-1011 |                      |                      |                      |                      |            |            |            |            |

## Lotta
| Gara  | Atleta         | Tabellone principale       | Tabellone principale              | Tabellone principale | Tabellone principale | Tabellone principale | Ripescaggi | Ripescaggi | Ripescaggi |
| Gara  | Atleta         | Ottavi                     | Quarti                            | Semifinali           | Finale               | Quarti               | Semifinali | Finale     |            |
| ----- | -------------- | -------------------------- | --------------------------------- | -------------------- | -------------------- | -------------------- | ---------- | ---------- | ---------- |
| 48 kg | Ingrid Medrano | Estera Dobre (Romania) 3-1 | Tatyana Bakatyuk (Kazakistan) 2-5 |                      |                      |                      |            |            |            |

## Nuoto
| Gara               | Atleta       | Batterie | Batterie | Finale | Finale |
| Gara               | Atleta       | Tempo    | Pos.     | Tempo  | Pos.   |
| ------------------ | ------------ | -------- | -------- | ------ | ------ |
| 400 m stile libero | Golda Marcus | 4'23"50  | 39       |        |        |
| 800 m stile libero | Golda Marcus | 8'51"21  | 35       |        |        |

## Sollevamento pesi
| Gara   | Atleta    | Strappo | Strappo | Slancio | Slancio | Totale | Posizione |
| Gara   | Atleta    | Ris.    | Pos.    | Ris.    | Pos.    | Totale | Posizione |
| ------ | --------- | ------- | ------- | ------- | ------- | ------ | --------- |
| +75 kg | Eva Dimas | 105     | 9       | 0       | -       |        |           |

## Tennis
| Gara               | Atleta         | Trentaduesimi                              | Sedicesimi                       | Ottavi | Quarti | Semifinali | Finale |
| ------------------ | -------------- | ------------------------------------------ | -------------------------------- | ------ | ------ | ---------- | ------ |
| Singolare maschile | Rafael Arevalo | Hyung-taik Lee (Corea del Sud) 4-6 6-3 6-4 | Roger Federer (Svizzera) 2-6 4-6 |        |        |            |        |

## Tiro
| Gara                            | Atleta                                 | Qualificazioni | Qualificazioni | Finale    | Finale       | Finale |
| Gara                            | Atleta                                 | Punteggio      | Pos.           | Punteggio | Punt. totale | Pos.   |
| ------------------------------- | -------------------------------------- | -------------- | -------------- | --------- | ------------ | ------ |
| Pistola 10 metri aria compressa | Luisa Cristina del Rosario Maida Leiva | 375            | 34             |           |              |        |
| Pistola 25 metri                | Luisa Cristina del Rosario Maida Leiva | 582            | 6              | 192       | 774          | 8      |